# 丹霞兰
丹霞兰（学名：Danxiaorchis singchiana），一种于中国广东省仁化县丹霞山地区发现的稀有兰花，属于兰科丹霞兰属的模式种，为中国国家二级重点保护野生植物。

## 形态特征
丹霞兰是一种完全菌根营养植物，终生不长叶，植株高约20～40厘米。根状茎块状，肉质，圆柱形，长5～6厘米，厚0.6～1.8厘米，短分枝，生根。花葶直立，圆柱状，浅红棕色，稍微染绿黄色，具3到4鞘；鞘圆柱形，抱茎，膜质，2.3～3.5厘米长；总状花序，长5～8.5厘米，有2－13花；花苞片长圆状披针形，长1.5至2.3厘米；花梗和子房2.2～4.6厘米长，无毛；萼片和花瓣淡黄色；唇瓣黄，在侧裂片上有浅紫红色条纹，在中间裂片上有紫红色斑点；背面萼片狭椭圆形，1.8～2.6厘米×6～9毫米，锐尖；侧萼片倒卵形椭圆形，2～2.3厘米×7～9毫米，锐尖；花瓣狭椭圆形，2～2.2厘米×6.5～7.5毫米，锐尖；唇瓣3裂；侧裂片直立，稍抱柱，近方形，长可达5毫米，宽5.5毫米；中裂片长圆形，7～8毫米×5～8毫米，先端圆到钝；唇瓣基部具两个囊，中央具一个Y形胼胝体；柱头凹，顶生；花药帽椭圆形；花粉块4个，两对，近卵形到球状，颗粒状，由易碎的团块组成，每对包含两枚大小不等的花粉，有一个厚的尾状体附着在一个共同的亚方形粘液层上。蒴果纺锤形，长3～4.2厘米，厚0.8～1.2厘米。种子圆柱形，1.5×0.5毫米，肉质。花期4月至5月。果期5月至6月。